# Vach (rivier)
De Vach (Russisch: Вах) is een rivier in het autonome district Chanto-Mansië in Rusland. Het is een rechter zijrivier van de Ob. De Vach is 964 km lang en het stroombekken 76 700 km² groot. Ze ontspringt bij de samenkomst van de stroombekkens van de Ob, de Jenisej en de Taz. De belangrijkste zijrivieren van de Vach zijn de Koeljnigol, de Saboen, de Kolikjegan en de Bolsjoj Megtjgjegan.
- Gemeinsame Normdatei: 4509862-1
- Virtual International Authority File: 315137010